# ایوان مارکز (بازیکن فوتبال)
ایوان مارکز (انگلیسی: Iván Márquez؛ زادهٔ ۹ ژوئن ۱۹۹۴) بازیکن فوتبال اهل اسپانیا است.
از باشگاه‌هایی که در آن بازی کرده‌است می‌توان به باشگاه فوتبال اوساسونا اشاره کرد.